# Lobelia rarifolia
Lobelia rarifolia är en klockväxtart som beskrevs av Franz Elfried Wimmer. Lobelia rarifolia ingår i släktet lobelior, och familjen klockväxter. Inga underarter finns listade i Catalogue of Life.